# Ryuji Bando
Ryuji Bando (Prefectura de Hyogo, Japó, 2 d'agost de 1979) és un futbolista japonès.

## Selecció japonesa
Ryuji Bando va disputar set partits amb la selecció japonesa.